# Neuhof (Parchim)
Neuhof ist ein Ortsteil der Kreisstadt Parchim im Landkreis Ludwigslust-Parchim in Mecklenburg-Vorpommern.

## Geografie und Verkehrsanbindung
Neuhof liegt nördlich des Stadtkerns von Parchim an der am westlichen Ortsrand verlaufenden B 321.

## Sehenswürdigkeiten
Als Baudenkmale sind ausgewiesen (siehe Liste der Baudenkmale in Parchim (Außenbereiche)#Neuhof):
- Wohnhaus (An der Waage 1)
- Todesmarschgedenkstein (an der B 321)
- Kriegerdenkmal 1914/18

## Persönlichkeiten
- August Hase (1895–1978), Politiker